# Willi Münzenberg

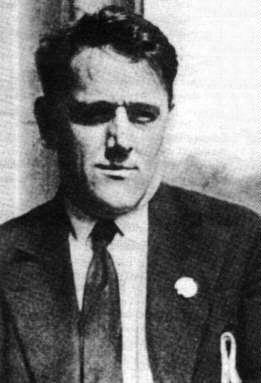
Willi Münzenberg (1936)

Wilhelm „Willi“ Münzenberg (* 14. August 1889 in Erfurt; † Juni 1940 in Saint-Marcellin, Département Isère, Frankreich) war ein deutscher Politiker (KPD), Verleger und Filmproduzent. Mit dem Neuen Deutschen Verlag, den Zeitungen Welt am Abend, Berlin am Morgen und vor allem der Arbeiter-Illustrierten-Zeitung (A-I-Z), gehörte Münzenberg zu den einflussreichsten Vertretern der KPD in der Weimarer Republik. Er wandte sich nach 1937 von der offiziellen Parteilinie ab, wurde ein Jahr später statutenwidrig aus dem ZK der Partei ausgeschlossen und trat 1939 aus der KPD aus.

## Leben

### Von der Dorfschule zur Kommunistischen Jugendinternationale

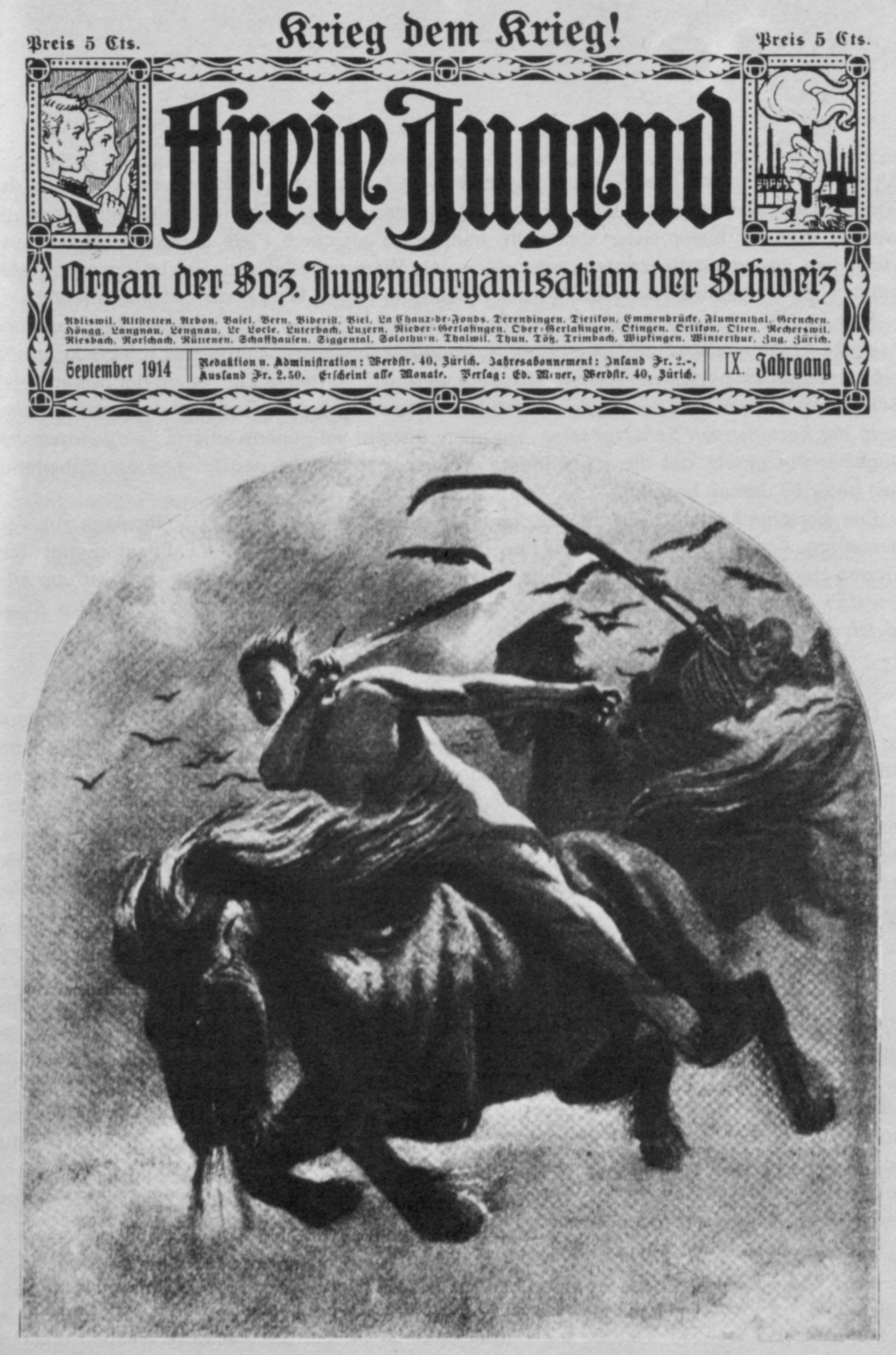
Titelblatt der von Münzenberg redigierten jungsozialistischen Zeitschrift Die Freie Jugend vom September 1914

Willi Münzenberg: Die sozialistische Jugendinternationale, Broschüre 1919

Münzenberg war Sohn eines Dorfgastwirts und Enkel eines Freiherrn von Seckendorff. Er besuchte unregelmäßig die Dorfschulen in Friemar und Eberstädt und bis 1904 ein Jahr lang die Volksschule in Gotha. Nach einer abgebrochenen Barbierlehre arbeitete er von 1904 bis 1910 ungelernt in Erfurter Schuhfabriken.
1906 trat Münzenberg in einen Propaganda genannten Arbeiterbildungsverein ein, wurde nach knapp einem Jahr Vorsitzender und schloss ihn mit neuem Namen Freie Jugend Erfurt dem Norddeutschen Jugendverein an. Nachdem er Agitator geworden war, wollte ihm kein Erfurter Betrieb mehr Arbeit geben, es folgten Monate als Wandergeselle. Von August 1910 bis Ende 1913 arbeitete er als Hilfskraft in einer Apotheke in Zürich. Dort schloss er sich einer Gruppe der sozialistischen Jugendorganisation der Schweiz an und beschäftigte sich intensiv mit der in anarchistischen Kreisen gängigen Literatur wie die Gegenseitige Hilfe von Pjotr Kropotkin, Der Einzige und sein Eigentum von Max Stirner oder die Propaganda der Tat von Johann Most. Ende Juli 1912 wurde er Mitglied des Zentralvorstands der sozialistischen Jugendorganisation der Schweiz und Redakteur der Monatszeitschrift Die freie Jugend. Im Ersten Weltkrieg leitete er das Internationale Jugendsekretariat in Bern und nahm an der Kientaler Konferenz teil und lernte Lenin kennen. Nach einer Demonstration wurde Münzenberg im November 1917 in Zürich festgenommen und am 10. November 1918 als „missliebiger Ausländer“ und „Anhänger der Oktoberrevolution“ der Schweiz verwiesen. Er schloss sich in Berlin dem Spartakusbund an und war Gründungsmitglied der KPD. Beim Spartakusaufstand gefasst, sollten Münzenberg und andere Revolutionäre im Januar 1919 beim Transport nach Ulm „auf der Flucht erschossen“ werden. Der damit beauftragte württembergische Sicherheitswehrmann Karl Matthäus Löw ließ sie jedoch frei, was Münzenberg ihm nicht vergessen sollte. Im Sommer 1919 wurde Münzenberg Vorsitzender der Kommunistischen Jugendinternationale (KJI).

### Im Dienste Lenins und Stalins
Von Grigori Sinowjew war Münzenberg 1921 als Sekretär der KJI wieder abgesetzt worden, doch geschah nun, was ihm zur späteren Sonderstellung in Komintern und KPD verhalf und Ursache für seine weitgehende Unabhängigkeit war: Er erhielt von Lenin den ganz privaten Auftrag, die Internationale Arbeiterhilfe (IAH) für die Sowjetunion zu organisieren. Dazu gründete Münzenberg die Illustrierte Sowjetrussland im Bild, die 1926 zur Arbeiter Illustrierten Zeitung wurde. 1924 übernahm er den Neuen Deutschen Verlag von Felix Halle für die IAH. Leiterin dieses Verlages wurde seine Lebensgefährtin Babette Gross. Von 1924 bis 1933 gehörte Münzenberg als Abgeordneter dem Reichstag an. Von 1924 bis 1925 war er Mitglied des Zentralausschusses und ab 1927 Mitglied des Zentralkomitees der KPD. Er brachte von 1925 an die Liga gegen Imperialismus zu Wege, deren größter Erfolg 1927 ein internationaler Kongress in Brüssel war. Ab 1926 trug er wesentlich zur Entstehung antikolonialer Vereine in Berlin bei, so zum Beispiel der 1929 in Berlin gegründeten Liga zur Verteidigung der Negerrasse.
Von Stalin, dem er etwa drei Mal persönlich begegnete, wurde Münzenberg die absolute Selbstverleugnung abverlangt, als dieser im Juli 1931 von der KPD verlangte, einen vom Stahlhelm initiierten Volksentscheid zur Auflösung des preußischen Landtages zu unterstützen. Mit dem Volksentscheid wollten Stahlhelm, NSDAP und andere Rechtsparteien die SPD-Regierung in Preußen zu Fall bringen. Anfänglich den Volksentscheid ignorierend, musste sich die KPD ihn plötzlich auf Moskauer Anordnung als „Roter Volksentscheid“ zu eigen machen.
Stalins Absicht, die alten Bolschewisten physisch auszurotten, offenbarte sich Münzenberg nach Berichten über den „Großen Terror“ und den ersten Schauprozess. Seine anschließend trotzdem unternommene letzte, gefahrvolle Reise nach Moskau hing zusammen mit der Verantwortung, die er als bewährter Organisator nach dem Ausbruch des spanischen Bürgerkrieges übernommen hatte.

### Der „Münzenberg-Konzern“
Er war „Propaganda-Chef der Kommunistischen Internationale für die westliche Welt“ und baute für die KPD das nach dem deutschnationalen Hugenberg-Konzern zweitgrößte Medienunternehmen der Weimarer Republik auf, zu dem die auflagenstarken Berliner Tageszeitungen Welt am Abend, Berlin am Morgen und besonders die illustrierte Wochenzeitung A-I-Z gehörten. Auch der Eulenspiegel hatte hier seine Wurzeln. Als Produktionschef hat er auch das Programm der beiden proletarischen Filmgesellschaften Prometheus Film und Filmkartell Weltfilm GmbH geprägt. 1927 bezogen er und Gross eine Wohnung in dem Magnus Hirschfeld gehörenden Haus In den Zelten 9a. Anders als die meisten kommunistischen Funktionäre ließ er ein Auto für sein Büro kaufen, zuletzt eine Lincoln-Limousine. Derlei brachte ihm die Bezeichnung „roter Millionär“ ein, ohne dass er wirklich jemals Millionär gewesen war. Den Vorwurf, dass es sich bei seinen Unternehmen, um einen Konzern handle, verneinte Münzenberg nicht, weil er durchaus vorhatte „einen großen roten Konzern wirtschaftlicher Unternehmungen auf[zu]bauen“. Er sah diesen jedoch nicht als seinen oder des KPD-Vorsitzenden Heinrich Brandler an, sondern als „Konzern einer proletarischen Organisation unter der Kontrolle und zur unmittelbaren Unterstützung dieser Organisation“. In diesem Zusammenhang sah er es als bedeutend an über „wirtschaftliche Unternehmungen als Stützpunkte für eine breite revolutionäre Massenpropaganda und Agitation“ zu verfügen.
Nach der Ernennung Hitlers zum Reichskanzler durch Hindenburg organisierte Münzenberg gemeinsam mit Sozialdemokraten am 19. Februar 1933 im Festsaal der Berliner Kroll-Oper den Kongress  Das Freie Wort, an dem neben vielen anderen Geistesgrößen auch Ferdinand Tönnies teilnahm. Erich Everth hielt ein flammendes Plädoyer für die Erhaltung der Pressefreiheit. Unter den verlesenen Begrüßungsadressen waren auch Erklärungen von Albert Einstein und Thomas Mann. Münzenberg selbst musste nach dem Reichstagsbrand als einer der meistgesuchten Kommunisten sofort nach Paris emigrieren. Im August 1933 wurde ihm mit dem Gesetz über den Widerruf von Einbürgerungen und die Aberkennung der deutschen Staatsangehörigkeit die deutsche Staatsangehörigkeit aberkannt, und sein Name erschien auf der am 25. August veröffentlichten, ersten Ausbürgerungsliste des Deutschen Reichs. Alle von der IAH herausgegebenen Zeitungen, Zeitschriften sowie deren Verlage und eine Buchgemeinschaft (Universum Bücherei) wurden bereits 1933 verboten. Die A-I-Z und Unsere Zeit erschienen im Ausland weiter.

### Aktivitäten im Exil
Dringlich war nun ein Erfolg im Reichstagsbrandprozess, der „Schlacht um Dimitroff“, wobei der vertrauteste Mitarbeiter, Otto Katz, die Arbeiten und Recherchen koordinierte.
Das in diesem Zusammenhang erschienene erste Braunbuch 1933 wurde bereits am 1. August 1933 auf einer international beachteten Pressekonferenz vorgestellt. Der Reichstagsbrandprozess begann dagegen erst am 21. September 1933. Das Buch erschien unter dem Titel Braunbuch über Reichstagsbrand und Hitlerterror in Paris mit einem Vorwort des englischen Labourpolitikers Lord Marley und zuerst unter dem Titel Livre brun sur l'incendie du Reichstag et la terreur hitlérienne bei Editions du Carrefour in Paris, einer Gründung des deutschen Komintern-Mitglieds Münzenberg. In diesem Verlag erschien z. B. 1934 auch Eintritt verboten von Egon Erwin Kisch. Herausgeber des Braunbuchs war Alexander Abusch gemeinsam mit Albert Norden. Das Buch war Teil einer sehr erfolgreichen Kampagne, zu der auch die Arbeit einer „Internationalen Untersuchungskommission zur Aufklärung des Reichstagsbrandes“ in London gehörte, einer Gegenveranstaltung zum Reichstagsbrandprozess. Damit inszenierte Münzenberg mit gut recherchierten Beweisen, bloßen Vermutungen und zum Teil reinen Erfindungen eine neue Form des kommunistischen Antifaschismus, der nun auch demokratischen Sozialisten offenstand. Im Zentrum stand nicht mehr eine Analyse des Klassencharakters der Nationalsozialisten als Werkzeuge des Kapitals, sondern ein an einen Kriminalroman gemahnendes Narrativ über ihre Intrigen, moralischen Verkommenheiten und Verbrechen. Gegen die nationalsozialistische Verschwörungstheorie, der Reichstagsbrand wäre das Fanal zu einem kommunistischen Aufstand setzte Münzenberg die Gegen-Verschwörungstheorie, in Wirklichkeit seien die Nationalsozialisten selber die Brandstifter. Der im brennenden Gebäude aufgegriffene geständige Marinus van der Lubbe wäre der „Lustknabe“ des homosexuellen SA-Führers Ernst Röhm und als solcher nur ein willenloses Werkzeug, mit dem sich das Regime einen Vorwand geschaffen habe, alle seine Gegner rücksichtslos vernichten zu können. Dieses Bild blieb über Jahrzehnte wirkungsmächtig, allerdings unterschätzte Münzenberg damit die Nationalsozialisten. Wie der amerikanische Historiker Anson Rabinbach feststellt, konnte er sich nicht vorstellen, dass das NS-Regime zu noch wesentlich zynischeren und verbrecherischen Taten fähig war als denen, die auf den Reichstagsbrand folgten.
Nach den nationalsozialistischen Morden im Zusammenhang mit dem angeblichen Röhm-Putsch im Sommer 1934 ließ Münzenberg ein Blaubuch drucken, das auf wenigen Seiten eine Denkschrift oppositioneller Kreise an Reichspräsident von Hindenburg enthielt, in der ihm vorgeschlagen wurde, die Regierung Hitler durch ein präsidiales Direktorium zu ersetzen. Das Blaubuch enthielt auch den Abdruck eines Weißbuchs über die Erschießungen des 30. Juni. Zur Tarnung erschien es unter dem Titel Englische Grammatik mit der Verlagsangabe „Leipzig“.
Auf Grund einer Initiative zahlreicher Intellektueller (neben Münzenberg u. a. Clara Zetkin, Henri Barbusse, John Dos Passos) wurde ein Deutsches Hilfskomitee beim Zentralkomitee der IAH gegründet. Aufgabe war die Organisation und Durchführung von Versammlungen, Kundgebungen und Demonstrationen für die Opfer des Faschismus und die Unterstützung des revolutionären Kampfes der deutschen Arbeiterklasse, Wohltätigkeit als Grundlage von politischer Aktion. Diese von ihm seit der IAH-Gründung beibehaltene Technik ließ das „Hilfskomitee“ bald in Unternehmen hineinwachsen, „die wenig oder nichts mit dem ursprünglichen philanthropischen Zweck zu tun hatten.“ Ein in diesem Zusammenhang von ihm vervollkommnetes Propagandainstrument war die sogenannte „Unterschriften-Stampiglie“, Intellektuelle sollten mit ihrer Unterschrift ihren Standpunkt vorn neben den radikalen Kämpfern klarmachen. Galt es einen von ihnen unbedingt zu gewinnen, bestand der angewandte Kunstgriff fast regelmäßig darin,

„ihn davon zu überzeugen, dass man gerade ihn in dem großen und so schweren Kampfe brauchte: ihn als Gewährsmann für die gute Sache; für die Aktion, die gerade notwendig war, um Menschenleben zu retten, um der Verblendung entgegenzuwirken im Angesicht der wachsenden Gefahr für Frieden und Freiheit, schließlich um die Gleichgültigen aufzurütteln. Käme der Aufruf gerade von ihm, dem allgemein geschätzten, bewunderten Mann, so würde das die Zögernden erwecken.“

Münzenberg ordnete anschließend die Wichtigkeit ein: Für die Reise eines General Paul Emile Pouderoux in die USA gab es problemlos dreitausend Dollar, doch auf eine Bitte um Unterstützung für eine Veranstaltung zum Jahrestag der Bücherverbrennung erwiderte er: „300 Frcs., das kommt gar nicht in Frage.“ Der enttäuschte Mitarbeiter hielt trotzdem fest:

„Er ist ein großer Anreger. Kein Durchführer. Er ist auf seine Weise noch der beste Mann in der Leitung, den ich bisher kennenlernte – halt, nein: mit Ausnahme von Kurt [Funk-Wehner].“

Relativ bald hatte Münzenberg mit der Agitation für ein Bündnis im Widerstand gegen den Nationalsozialismus begonnen. Im September 1935 gelang es ihm erstmals, 51 kommunistische, sozialdemokratische und bürgerliche Hitlergegner zusammenzubringen. Nach ihrem Tagungsort wurde dieser Kern einer deutschen Volksfront als Lutetia-Kreis bekannt. So unangenehm war den Nazis Münzenbergs Aktivität, dass sie ihn im selben Jahr in Abwesenheit zum Tode verurteilten.
Die Zeitschrift Die Zukunft gründete Münzenberg 1938 zusammen mit Arthur Koestler. Heinrich Mann, ein Freund, schrieb Ende 1938 für deren erste Nummer. In der 10. Ausgabe der Zukunft vom März 1939 setzte sich Willi Münzenberg im Artikel „Alles für die Einheit“ weiter für die Einheitsfront gegen den Faschismus ein. An dieser Zeitschrift arbeiteten u. a. Lion Feuchtwanger, Oskar Maria Graf, Alfred Döblin, Thomas Mann und Franz Werfel mit. Anstelle des Verlages Editions du Carrefour nutzte er den Sebastian Brant-Verlag mit zur Herausgabe der Zeitschrift und antifaschistischer Literatur. Die Zukunft versammelte ein Intellektuellen-Netzwerk von 332 Autoren aus 25 Ländern, darunter viele Persönlichkeiten, die nach 1945 eine wichtige Rolle in der westlichen Welt spielen sollten (u. a.  britische und französische Autoren, wie z. B. die Politiker Harold Macmillan, Clement Attlee oder Georges Bidault,  oder die Schriftsteller H.G. Wells und Aldous Huxley).
Seit die Komintern ab 1928 keine Zusammenarbeit mehr mit der Sozialdemokratie duldete und sich nicht nur von ihr abgrenzte, sondern sie als Feindin bekämpfte, hatte Münzenberg die Sozialfaschismus-These mit der Parole vom Kampf „Klasse gegen Klasse“ propagiert. Entsprechend nahm er in der Doriot-Thorez-Krise im Frühjahr 1934 noch Partei für Thorez und gegen Volksfront-Ideen. Seinen Einsatz dokumentierte er in einem Schreiben nach Moskau mit der Überschrift: „Wie die Zeitschrift Unsere Zeit den Kampf gegen die Sozialdemokratie und die II. Internationale führte.“ Erst als im Sommer 1935 mit dem VII. Weltkongress der Komintern die taktische Neuausrichtung kam, zog auch Münzenberg mit, nun aber sofort als Unterhändler mit der SOPADE. Zwar hatte er sichtbar Erfolg mit dem Lutetia-Kreis, doch konnte er dessen Veröffentlichungen kein kommunistisches Gepräge geben, KPD-seitig wurde Kritik laut. Umgekehrt machte Münzenberg im Februar 1936 im Gespräch mit dem Prager SOPADE-Vorstand seine Reserviertheit gegenüber der Volksfront-Taktik der KPD-Zentrale bekannt, unglücklicherweise im Beisein des Journalisten Georg Bernhard, der die Information über Heinrich Mann an Moskau weitergab, ein schwerwiegendes Ereignis auf dem Weg zu Münzenbergs Parteiausschluss.
Münzenberg übte 1936 vorsichtige Kritik am Moskauer Prozess gegen Sinowjew, Kamenew u. a., womit der Große Terror eingeleitet wurde. Nach einer Vorladung vor die Internationale Kontroll-Kommission (IKK), die kurz zuvor von Stalin zur Säuberung des Komintern-Apparates gegründet worden war, vermied er jede weitere Reise nach Moskau, während Walter Ulbricht ihn mehrmals dazu drängte. Münzenberg hatte im Volksfront-Ausschuss bis in das Frühjahr 1937 aktiv mitgearbeitet. Walter Ulbricht und Paul Merker hatten ihn im Ausschuss im Mai 1937 ersetzt. Im Herbst 1937 wurde ein „Untersuchungsverfahren“ gegen ihn eingeleitet. Die aufkeimenden Gerüchte zum Konflikt Münzenbergs mit der Komintern sorgten für große mediale Aufregung. Erstmals am 2. August 1937 formuliert Wilhelm Pieck an Georgi Dimitrow, dass durch „Pieck, Dengel, Florin, Kunert und Müller“ beschlossen wurde, „dem Sekretariat des EKKI vorzuschlagen, Willi Münzenberg aus der KPD … auszuschließen, wenn er auf nochmalige Aufforderung nicht bis zum 15. August in Moskau ist.“ Von Walter Ulbricht 1937 des Trotzkismus bezichtigt und längere Zeit geheimdienstlich beobachtet, wurde er 1938 aus dem ZK der KPD ausgeschlossen – dies geschah jedoch nie im Rahmen einer ordentlichen ZK-Tagung und durch keine ZK-Mehrheit, somit statutenwidrig. Als Begründung wurde u. a. Münzenbergs mangelnde Parteidisziplin herangezogen. In der Folge, und um dem Ausschluss aus der KPD zuvorzukommen, erklärte Münzenberg selbst im März 1939 seinen Austritt aus der KPD, der am 10. März 1939 in seiner seit dem 12. Oktober 1938 herausgegebenen Wochenzeitung Die Zukunft/Ein neues Deutschland: Ein neues Europa! abgedruckt wurde. Münzenberg gründete noch 1939 eine neue Partei namens Freunde der sozialistischen Einheit. Die „antitotalitäre“ Linie Münzenbergs und seiner Zeitschrift (gegen Faschismus und Stalinismus) war eine Ausnahme in der Presselandschaft des Exils und bereitete das spätere „westliche Modell“ vor, wie es zur Zeit des Kalten Krieges, u. a. auch durch ehemalige Zukunft-Autoren, propagiert wurde: parlamentarische Demokratie, Keynesianismus, individuelle Freiheiten.

### Tod

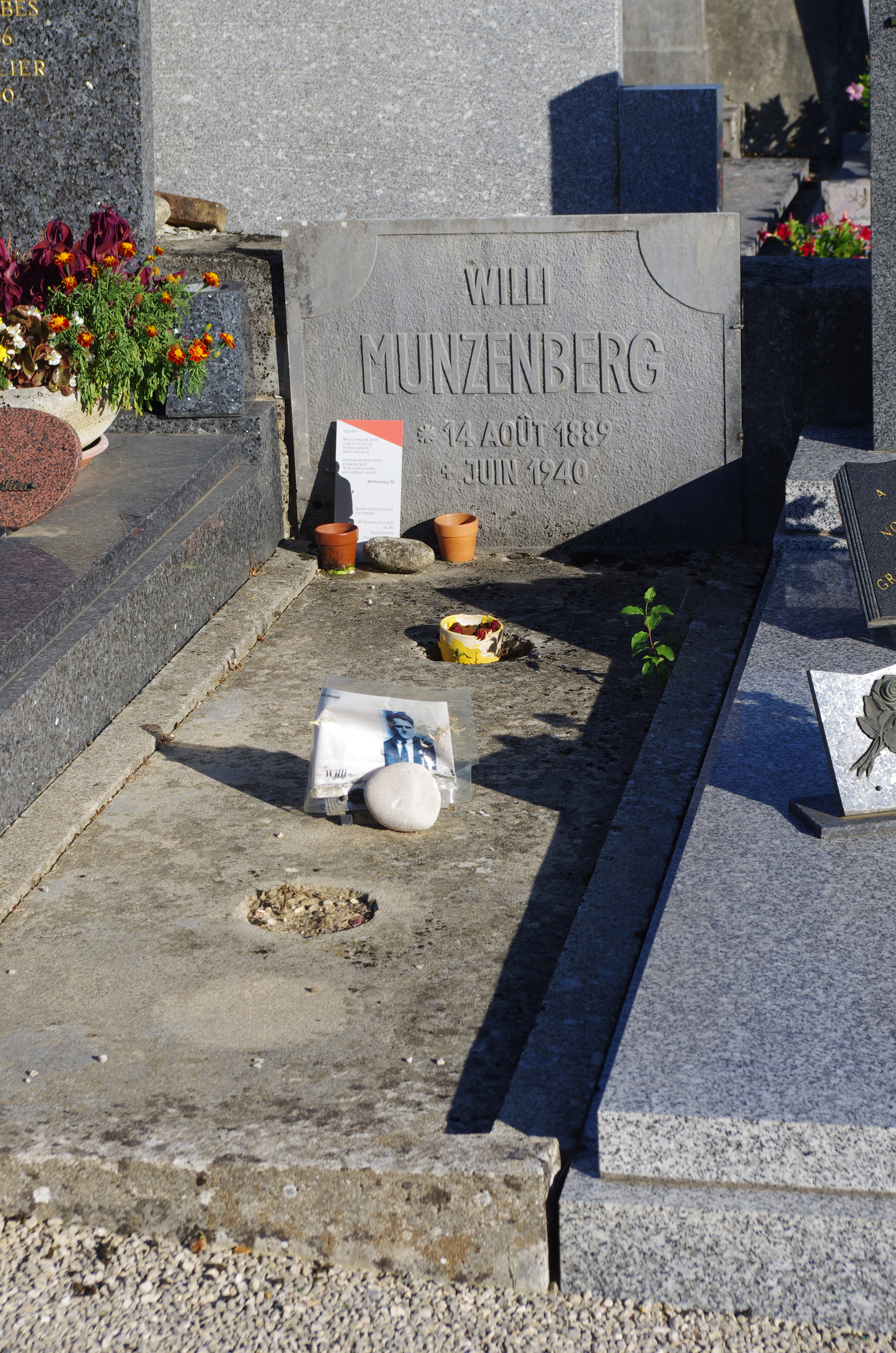
Münzenbergs Grab auf dem Friedhof von Montagne, Isère (2018)

Nach dem Einfall der Wehrmacht in die Benelux-Staaten am 10. Mai 1940 ließ sich Münzenberg im Lager Stade de Colombes internieren, in der Hoffnung, so nach Südfrankreich verbracht zu werden. In der Tat wurde er gemeinsam mit anderen deutschen Emigranten in das Lager Chambaran südöstlich von Lyon überstellt. Nachdem die Internierten den französischen Lagerkommandanten überzeugt hatten, das vom deutschen Vormarsch bedrohte Gebiet am Plateau de Chambaran zu verlassen, setzte sich Münzenberg am 21. Juni 1940 in der Nähe von Charmes von der Kolonne ab. Nach Angaben von Begleitern, darunter Leopold Schwarzschild, Kurt Wolff, Paul Westheim und Clement Korthum, hoffte er, sich alleine schneller nach Marseille durchschlagen zu können, wo sich leicht untertauchen und vielleicht ein Schiff nach Nordafrika finden ließe. Die nachvollziehbare Route lässt hingegen das Ziel Schweiz vermuten, wo er und Gross gute Freunde und Geld auf der Bank hatten. Sein Leichnam wurde am 17. Oktober 1940 aufgefunden, eine Schnur um den Hals geschlungen. Er starb wahrscheinlich um den 21. oder 22. Juni 1940 im Waldstück „Le Caugnet“ nahe dem Dorf Montagne (Isère) bei Saint-Marcellin in Frankreich.
Seit den 1950er und 1960er Jahren gab es Vermutungen verschiedener Autoren, wonach Willi Münzenberg Opfer eines stalinistisch motivierten Mordes geworden war. Dem wurde in anderen Abhandlungen widersprochen, die zum Teil neu aufgefundene Dokumente (Untersuchungsprotokoll der Gendarmerie nationale, Bericht im Archiv der KPD-Exilleitung) zitieren, denen zufolge Suizid nahelag. Der Historiker Reinhard Müller kam 1997 in seinem Beitrag über Münzenberg in dem Buch Demokratische Wege. Deutsche Lebensläufe aus fünf Jahrhunderten zu dem Schluss, dass das Rätsel des Todes Münzenbergs (Selbstmord, Mord durch Gestapo- oder NKWD-Agenten) immer noch nicht gelöst sei.

## Rezeption
Münzenberg spielte für den Erfolg der KPD in der Weimarer Republik eine herausragende Rolle. Durch seine privat gehaltenen Presseerzeugnisse konnte er breitere Massen erreichen, als es der direkt mit der KPD verbundenen Presse gelang. Sie hatten zwar politisch die gleiche Linie wie letztere, standen dem Denken und Interesse der Arbeiter jedoch näher, was sich auch im Artikelprofil ausdrückte. Sie waren nicht so theoretisch und doktrinär wie die direkt mit der KPD verbundene Presse. Darauf gekommen war er während seiner Zeit als Organisator der IAH. Margarete Buber-Neumann, die Schwägerin Münzenbergs, schrieb hierzu:

„Bei dieser Tätigkeit hat Münzenberg als erster Kommunist erfasst, welche Macht die mit den kommunistischen Parteien sympathisierenden Intellektuellen darstellen. Von da an wandte er seine wesentlichste propagandistische Tätigkeit ihnen zu. Er warf die doktrinäre Arbeitsweise der KP-Führung, ihre ungenießbare, hölzerne Dogmensprache über Bord und fand den richtigen Ausdruck und die gemäßen Methoden, um sympathisierende Intellektuelle in einer breiten Peripherie um die Kommunistische Partei zu scharen.“

Die Arbeit Münzenbergs zeichnete sich durch eine Offenheit aus, in der auch die Auseinandersetzung mit den sympathisierenden Intellektuellen Platz hatte, was dazu beitrug, dass die KPD in das Diskursgerüst der Weimarer Republik integriert wurde. Ablesen lässt sich dies an den vielschichtigen Mitarbeitern der A-I-Z. Ein häufig genannter Adressat von Münzenbergs Medien, das Proletariat, konnte indes „geistig“ nicht gewonnen werden. Auf die Frage, ob in Paris „die Feldzüge ein Leerlauf“ waren, da sie weder den Krieg verhindern noch Hitler entmachten konnten, bleibt die Antwort, dass sie dazu beitrugen, „dass das moralische Fundament der Anti-Hitler-Koalition rechtzeitig in das Bewusstsein vieler Menschen dringen konnte“.

### Künstlerische Verarbeitung
1935 erschien von Christopher Isherwood der Roman Mr Norris Changes Trains, in dem Münzenberg als Nebenfigur „Ludwig Bayer“ eine Rolle spielt. In ihrem 1953 erschienenen Roman Muckensturm widmete Paula Buber Münzenbergs Flucht ins Saarland das zweite Kapitel. Die Person Münzenbergs ist eine zentrale literarische Figur im Roman von Peter Weiss Die Ästhetik des Widerstands (Bd. 2). Beschrieben wird anhand dessen das Verhältnis zwischen Sozialdemokraten und Kommunisten, Einheitsfront, Meinungsfreiheit und Parteidisziplin.

#### Filme
- Willi Münzenberg oder Die Kunst der Propaganda. Dokumentation, 62 Minuten, Deutschland 1995, Regie: Alexander Bohr, Produktion ZDF/ARTE; Ausstrahlung am 26. September 1995 in ARTE
- Münzenberg – Der letzte Gang. Dokumentarfilm, 45 Minuten, Deutschland 1992, Regie: Hans-Dieter Rutsch, im Auftrag des WDR
- Propaganda als Waffe. Dokumentation, 45 Minuten, Deutschland 1982, Regie: Thomas Ammann, Jörg Gremmler, Matthias Lehnhardt, Gerd Roscher, Ulrike Schaz, Walter Uka, Produktion: WDR 1982, Redaktion: Ludwig Metzger
- Flucht – Der Fall Münzenberg. Drama, 90 Minuten, Deutschland 1971, TV-Produktion, Regie: Dieter Lemmel, Darsteller: Kurt Jaggberg, Günter Mack, Willi Semmelrogge

#### Ausstellung
- Der Rote Faden. Münzenberg als Brücke zum 21. Jahrhundert. Kunsthaus Erfurt, 16. Juni bis 17. Juli 2015[38]

### Forschung
Das Willi-Münzenberg-Forum befasst sich mit der Erforschung des Lebens und Werks Münzenbergs; das taten auch eine europäische Arbeitstagung zu diesem Thema im Herbst 2012 und der 1. Internationale Willi-Münzenberg-Kongress in Berlin vom 17. bis 20. September 2015. Die Beiträge sind in dem 2018 online erschienenen Band Globale Räume für radikale transnationale Solidarität. Beiträge zum Ersten Internationalen Willi-Münzenberg-Kongress 2015 in Berlin dokumentiert.

### Würdigungen

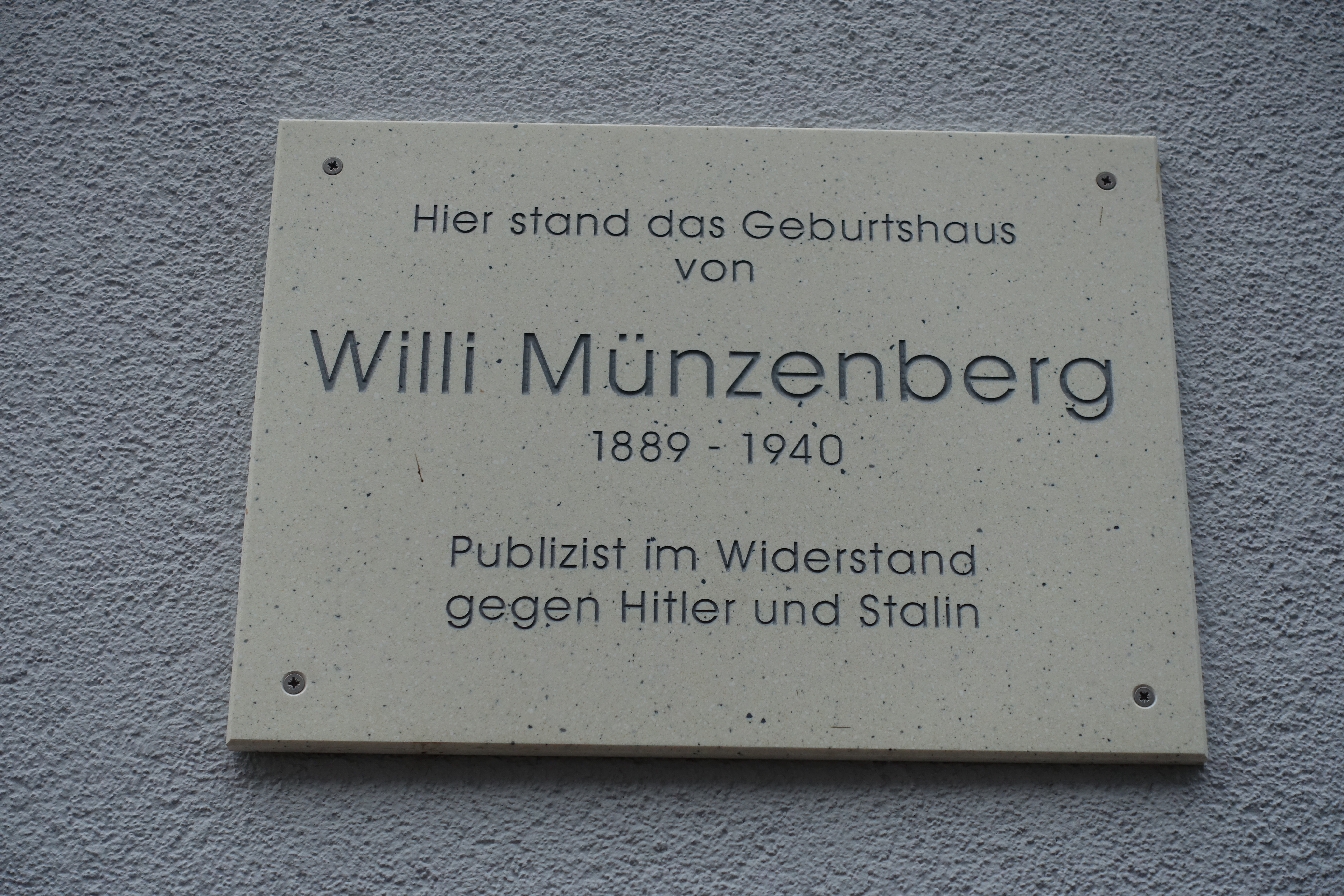
Gedenktafel für Willi Münzenberg in der Augustinerstraße in Erfurt (2017)

Der große Veranstaltungssaal im Verlagsgebäude Neues Deutschland in Berlin-Friedrichshain ist als „Münzenbergsaal“ nach ihm benannt. Am Standort des ehemaligen Geburtshauses von Münzenberg in der Erfurter Augustinerstraße befindet sich eine Gedenktafel.

## Schriften
- Der Kampf und Sieg der Bolschewiki. Sozialdemokratische Jugendorganisation der Schweiz, Zürich 1918. (Digitalisat der 3. Aufl., Stuttgart 1919)
- Die Sozialistische Jugendinternationale. Vorwort von Clara Zetkin, Verlag Junge Garde, Berlin 1919.
- Erobert den Film! Winke aus der Praxis für die Praxis proletarischer Filmpropaganda. Neuer Deutscher Verlag, Berlin 1925.
- Fünf Jahre Internationale Arbeiterhilfe. Neuer Deutscher Verlag, Berlin 1926.

Nachdruck vom Initiativkomitee Arbeiterhilfe e. V. z. H. J. Rasche Hamburg, Verlag J. Prengel/Hein&Co, Hamburg 1972.
- Die dritte Front. Aufzeichnungen aus 15 Jahren proletarischer Jugendbewegung. Vorwort von Fritz Brupbacher, Neuer Deutscher Verlag, Berlin 1930. (Nachdrucke: Berlin 1978, Winterthur 2015)
- Solidarität. Zehn Jahre Internationale Arbeiterhilfe 1921–1931. Neuer Deutscher Verlag, Berlin 1931.
- Weissbuch über die Erschießungen vom 30. Juni 1934. Paris 1934. (anonym veröffentlicht)
- Propaganda als Waffe. Carrefour, Paris 1937.
- Lebenslauf [1918]. Verlag Detlef Aufermann, Glashütten im Taunus 1972.
- Propaganda als Waffe. Ausgewählte Schriften 1919–1940. Hrsg. v. Til Schulz, März Verlag, Frankfurt am Main 1972. Schröder. März Verlag, Frankfurt a. M. 1972.